# Fortul Sam Houston
Fortul Sam Houston este o unitate militară a U.S. Army în San Antonio, Texas.

Cunoscut și sub denumirea de "Fort Sam", a fost numit după primul președinte al statului Texas, Sam Houston. Coordonatele aproximative sunt 29°26'56.69"N  98°26'56.04"W .
În fortul San Houston se afla comanda Armatei a 5-a, comanda Armatei de Sud (United States Army South), comanda fortelor medicale americane (MEDCOM), centrul și școala AMEDD, brigada 12 ROTC, centrul regional de recrutare al marinei americane, centrul de triaj pentru militari din San Antonio, și școala de științe medicale a marinei americane, sucursala Bethesda. 

## Medicină militară
Fortul Sam Houston este cunoscut in istoria Statelor Unite ca "Home of Army Medicine" și "Home of the Combat Medic". La sfârșitul celui de-al Doilea Război Mondial, US Army a hotărât să stabilească acest fort ca principalul spital școală. 

Concomitent, armata americană a luat decizia de a dezvolta Brooke Army Medical Center intr-unul dintre cele mai mari spitale militare.  In 2007, fortul Sam Houston continea cel mai mare spital medical dar și cel mai mare spital școală din lume. 

Cunoscut ca principalul spital școală al armatei americane, această instituție pregătește anual peste 25.000 de studenți. Școala medicală are legături cu programele academice ale unor universități importante, printre care Baylor University, University of Texas Health Science Center în Houston și San Antonio, și University of Nebraska.
Fortul Sam Houston găzduiește și Brooke Army Medical Center, Great Plains Regional Medical Command, Headquarters Dental Command, Headquarters Veterinary Command, Institutul pentru for Cercetări in Operații Medicale (Institute for Surgical Research), Defense Medical Readiness Training Institute, și Army Medical Department NCO Academy.

## Clădiri istorice
Fortul Sam Houston a fost constuit sub conducerea generalului Edward Ord, ofițer care si-a luat diploma de inginer militar de la West Point. Fortul este una dintre cele mai vechi instalatii militate din Statele Unite, avand peste 900 de clădiri. Fortul Sam Houston a fost recunoscut ca un monument arhitectonic în 1975. 
Clădirea Fort Sam Houston Quadrangle este cea mai veche de pe suprafața fortului. A fost original construita ca un depozit, dar in 1886 a fost folosita ca închisoare pentru indienii apache, inclusiv Geronimo și luptătorii săi. 
Mult mai important decât numărul clădirilor din fort este diversitatea acestora: clădirile au fost construite în diferite perioade, fiecare reprezentând tradițiile inginerești ale armatei americane la acel moment.

## Ofițeri faimoși
Numeroși ofițeri faimoși și-au petrecut o parte din carieră la fortul Sam Houston. Maj. Gen. John Wilson Ruckman, comandatul armatei de sud, a fost trimis la Fort Sam după răscoala din Houston din 1917. Generalul de brigadă Billy Mitchell a fost trimis aici după ce a fost retrogradat la rangul de colonel pentru refuzul său de a asculta ordinele superiorului. Dwight D. Eisenhower a fost în fortul Sam Houston de două ori in cariera sa. În timpul primei sale misiuni aici, între 1915 și 1917, a întâlnit și s-a căsătorit cu Mamie Dowd (devenită prin căsătorie Mamie Eisenhower). În timpul celei de-a doua misiuni în acest fort, a avut loc atacul asupra  Pearl Harbor în 1941.

## Legături cu economia locală
Pe parcursul existenței sale, fortul San Houston a avut strânse legături cu orașul San Antonio. Cele două entități s-au dezvoltat in paralel. Orașul San Antonio a fost numit "soacra armatei" (în original: mother-in-law of the Army) deoarece foarte multi soldați americani, inclusiv Dwight D. Eisenhower, și-au cunoscut viitoarele soții aici. 
Peste 27,000 de militari și civili se află in garnizoană sau lucrează în această unitate militară. Bugetul anual, inclusiv salariile militarilor și al personalului auxiliar se ridică la $1,9 miliarde de dolari. Fortul cheltuiește pentru achiziții din economia locală peste $105 milione de dolari anual. Bugetul pentru construcții depășește $30 de milioane de dolari anual. Fortul Sam Houston are în prezent un parteneriat cu sectorul privat de a renova și de a folosi in scopuri comerciale clădiri istorice semnificative. 
In luna iunie 2006, ziarul San Antonio Express-News publica știrea ca fortul Sam Houson a primit avertizări de deconectare de la companiile care furnizează electricitate. 